# Carhuaz (provincie)
| Carhuaz                                                | Carhuaz                |
| ------------------------------------------------------ | ---------------------- |
| Harta localizării provinciei în cadrul regiunii Ancash |                        |
| Informații generale                                    |                        |
| Țară                                                   | Peru                   |
| Regiune                                                | Ancash                 |
| Primar                                                 | José Mejía (2011-2014) |
| - Capitală                                             | Carhuaz                |
| - Suprafață totală                                     | 804 km2                |
| - Districte                                            | 11                     |
| Populație                                              |                        |
| An recensământ                                         | 2005                   |
| - Totală                                               | 43 902                 |
| - Densitate                                            | 54,6/km2               |
| Fus orar                                               | UTC-5                  |
| Sit web                                                | www.municarhuaz.gob.pe |
| UBIGEO                                                 | 0205                   |
| Modifică text                                          |                        |

Carhuaz este una dintre cele douăzeci de provincii din regiunea Ancash din Peru. Capitala este orașul Carhuaz. Se învecinează cu provinciile Yungay, Asunción, Huari, Huaraz și Cochabamba.

## Diviziune teritorială
Provincia este divizată în 11 districte (spaniolă: distritos, singular: distrito):
- Carhuaz
- Acopampa
- Amashca
- Anta
- Ataquero
- Marcará
- Pariahuanca
- San Miguel de Aco
- Shilla
- Tinco
- Yungar

## Grupuri etnice
Provincia este locuită în mare parte de către urmași ai populațiilor quechua. Quechua este limba care a fost învățată de către majoritatea populației (procent de 73,27%) în copilărie, iar 26,47% dintre locuitori au vorbit pentru prima dată quechua. (Recensământul peruan din 2007)